# Bradley Davis
Bradley Joseph Davis (Saint Charles, Missouri, 1981. november 8. –) amerikai válogatott labdarúgó, jelenleg a Houston Dynamo játékosa.

## Sikerek
USA
- CONCACAF-aranykupa (1): 2013

San Jose Earthquakes
- MLS Supporters’ Shield (1): 2005

Houston Dynamo
- MLS Cup (2): 2006, 2007
- MLS Western Conference (2): 2006, 2007
- MLS Eastern Conference (2): 2011, 2012

## Fordítás
Ez a szócikk részben vagy egészben  a   Brad Davis (soccer) című angol Wikipédia-szócikk fordításán alapul.  Az eredeti cikk szerkesztőit annak laptörténete sorolja fel. Ez a jelzés csupán a megfogalmazás eredetét és a szerzői jogokat jelzi, nem szolgál a cikkben szereplő információk forrásmegjelöléseként.